# Somborski šanac
Somborski šanac je bio posebna vojno-upravna cjelina na području Bačke za vrijeme Habsburške Monarhije.
Zapovjedništvo ovom jedinicom bilo je nasljedno. Tradicijski ga je davala obitelj bačkih Hrvata Marković. Prvi je bio Dujam Marković, a nakon njega ovu su dužnost obnašali njegovi sinovi.
Upravno je ukinut nakon što je za Marije Terezije ukinuta Vojna krajina i riješen položaj graničara. 1745. ova je vojno-upravna jedinica priključena županiji.